# 江西飞行学院
江西飞行学院是中华人民共和国江西省的一所全日制本科公办普通高等学校。该校现有南昌校区（本部，位于红谷滩区）和吉安校区（位于吉安县）。
2023年12月8日，中华人民共和国教育部同意设置江西飞行学院。